# Haliclona virens
Haliclona virens är en svampdjursart som först beskrevs av Topsent 1908.  Haliclona virens ingår i släktet Haliclona och familjen Chalinidae. Inga underarter finns listade i Catalogue of Life.